# 16K 해상도
16K 해상도는 너비가 약 16,000개 픽셀인 해상도이다. 가장 일반적으로 논의되는 16K 해상도는 15360 × 8640으로, 8K 해상도의 가로세로 픽셀 수를 각각 2배씩 늘려 총 4배의 픽셀을 가지고 있다. 이 해상도는 132.7 메가픽셀이며, 4K 해상도의 16배, 1080p 해상도의 64배이다.
현재, 16K 해상도는 AMD 아이피니티 또는 Nvidia 서라운드와의 멀티 모니터 설정을 사용하여 실행할 수 있다.

## 역사
2016년, AMD는 VR의 진정한 몰입을 위해 240Hz의 화면 주사율로 16K 해상도를 지원하는 향후 그래픽 카드의 목표를 발표했다.
이노룩스은 2018년 8월 터치타이완에서 세계 최초로 100인치 16K8K(15360 × 8640) 디스플레이 모듈을 선보였다.
소니는 NAB 2019에서 가로 19.5미터(64피트) 세로 5,5미터(18피트)의 16K 상업용 디스플레이를 선보였으며, 이 디스플레이는 일본에서 출시될 예정이다. 48×12개의 모듈 형태로 576개(360x360p) 모듈들로 구성되어 있으며 17280x4320p 화면을 형성하며 가로 세로 비율은 4:1이다.
2019년 6월 26일, VESA는 DSC 비디오 압축을 사용한 60Hz의 화면 주사율로 픽셀당 30비트 4:4:4 RGB/YCbCr 컬러 HDR 비디오를 지원하고 1개의 16K(15360 × 8640-픽셀) 디스플레이를 지원하는 디스플레이포트 2.0 표준을 공식 출시했다.

## 같이 보기
- 가상현실
- 8K 해상도
- 4K 해상도
- 고선명 텔레비전(HDTV) - 해상도가 1280 × 720 또는 1920 × 1080인 디지털 비디오 형식
- 확장 그래픽스 어레이